# Manabu Nakanishi
Manabu Nakanishi (中西 学 Nakanishi Manabu?) (22 de enero de 1967) es un retirado luchador profesional japonés, famoso sobre todo por su trabajo en New Japan Pro-Wrestling.

## Carrera
Un talentoso luchador amateur, Manabu se dedicó plenamente a esta disciplina después de graduarse de la universidad de Senshu, ganando cuatro campeonatos consecutivos en el All Japan Wrestling Championship y llegando a formar parte del equipo de Japón en los Juegos Olímpicos de Barcelona 1992. Después de ello, Nakanishi se unió a la New Japan Pro-Wrestling, compañía que ya le había patrocinado desde tiempo antes.

### New Japan Pro-Wrestling (1992-2020)
A diferencia de la mayoría de novatos de la empresa, Nakanishi debutó en plena Super Grade Tag League II de 1992 como compañero de Tatsumi Fujinami, habiendo sido seleccionado por este cuando se le dio libertad para elegir a su segundo. Al lado del veterano Fujinami, Nakanishi dio una gran exhibición, así como en las Young Lion Cups de 1993 y 1994, llegando a la final de ambas. A pesar de su poco tiempo hasta entonces, Manabu se hizo muy popular por su gran fuerza y corpulencia, así como por su fama anterior en la lucha amateur, y tuvo contacto con luchadores de alto nivel como Shinya Hashimoto, quien también le eligió como compañero en la Super Grade Tag League IV. El año siguiente, Nakanishi ganó la Young Lion Cup 1995 y cimentó su estatus con una victoria sobre su futuro inseparable compañero Yuji Nagata. El mismo año fue enviado a Estados Unidos a fin de competir en World Championship Wrestling, donde debutó bajo el nombre de Kurasawa como un integrante del grupo Stud Stable de Colonel Robert Parker. Kurasawa hizo frecuente equipo con Meng y se dedicó a atacar a luchadores como Sting y Road Warrior Hawk, lesionando el brazo de este último con una llave después de un combate por equipos en Clash of the Champions XXXI. También se hizo famoso por casi derrotar a Randy Savage, y obtuvo una gran victoria sobre Stg. Craig Pittman. Después de una serie de combates, Nakanishi volvió a Japón.
En 1996, Manabu hizo su retorno a New Japan con una nueva imagen, más técnico en el ring y seguro de sí mismo, y formó el equipo Bull Powers con Satoshi Kojima, quien también regresaba del extranjero. El dúo compitió en la Super Grade Tag League VI sin mucho éxito, pero pocos meses después acabaron ganando el IWGP Tag Team Championship ante Riki Choshu & Kensuke Sasaki. Bull Powers entraría en una enemistad con facciones como nWo Japan y Heisei Ishigun, sobre todo con la primera, la cual les impidió ganar la Super Grade Tag League VII después de perder los títulos ante Kensuke Sasaki & Kazuo Yamazaki. El campeonato se les resistió en sus intentos de recuperarlo, y en octubre de 1998, Kojima se volvió contra Nakanishi y rompió el equipo para unirse a nWo Japan. Manabu se alió entonces con Yuji Nagata, y si bien no consiguió su venganza inmediatamente, no logrando ganar el Super Grade Tag League VIII ni los títulos en parejas nWo Japan (Hiroyoshi Tenzan & Satoshi Kojima), pagaría sus cuentas con nWo derrotando a su líder Keiji Muto en el G1 Climax 1999, algo totalmente inesperado; además, Nagata y él ganaron el IWGP Tag Team Championship al vencer a Mad Dogs (Michiyoshi Ohara & Tatsuyoshi Goto). En marzo de 2000, Nagata fundó Fighting Club G-EGGS, una facción formada por luchadores con entrenamiento en deportes de combate, y esto naturalmente incluyó a su colega Nakanishi, así como a Yutaka Yoshie y Masakazu Fukuda (quien desgraciadamente falleció al mes siguiente y tuvo que ser sustituido por Brian Johnston).

## En lucha

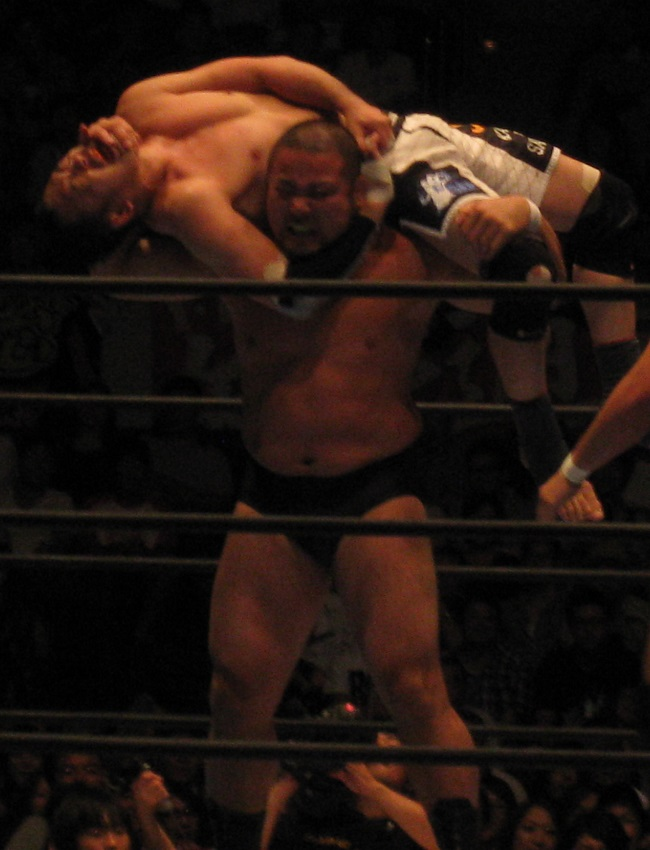
Nakanishi realizando un Argentine backbreaker rack sobre Kazushi Sakuraba.

- Movimientos finales
  - Hercules Cutter[2][3] (Argentine neckbreaker) - 2004-presente
  - Mana Bauer[2][3] (Argentine backbreaker rack derivado en bridging German suplex) - 2006-presente
  - Dai☆Nakanishi German[3] / Fujiyama Suplex[2] (Bridging high-angle German suplex)[1][2][3]
  - Kurasawa Crush[1] (Fujiwara armbar) - 1995-1996
  - Argentine backbreaker rack[2][3]

- Movimientos de firma
  - Uekara Don![2] (Diving brain chop)
  - Nakanishi Lariat[3] (Running lariat)[1][3]
  - McEnroe[2] (Low-angle lariat por detrás a las piernas del oponente)
  - Yajin Hammer[1][3] (Discus double axe handle)
  - Brain Claw[1] (One-handed clawhold)[1]
  - Abdominal strecht[1]
  - Backhand chop
  - Bearhug
  - Brainbuster, a veces desde una posición elevada
  - Bridging German suplex[3]
  - Camel clutch
  - Cross chop
  - Double underhook suplex[1]
  - Dropkick, a veces desde una posición elevada
  - Jumping knee drop[1]
  - Lou Thesz press
  - Northern lights suplex
  - Spear[1][3]
  - Standing powerbomb[1]

- Apodos
  - "Yajin" (野人 Yajin?, "Hombre Salvaje")[2]

## Campeonatos y logros
- New Japan Pro-Wrestling
  - IWGP Heavyweight Championship (1 vez)
  - IWGP Tag Team Championship (3 veces) – con Yuji Nagata (1), Satoshi Kojima (1) y Takao Ōmori (1)
  - IWGP Provisional Tag Team Championship (1 vez) - con Takao Omori
  - G1 Climax (1999)[4]
  - Young Lion Cup (1995)[5]
  - Triathlon Survivor Tournament (2002) - con Osamu Nishimura & Yutaka Yoshie
  - Naeba Cup Tag Team Tournament (2003) - con Heat
  - Espíritu de lucha (2000)
  - Espíritu de lucha (2002)
  - Mejor lucha en parejas (2000) con Yuji Nagata contra Ten-Koji (Hiroyoshi Tenzan & Satoshi Kojima) el 9 de octubre
  - Mejor lucha en parejas (2002) con Osamu Nishimura contra Cho-Ten (Masahiro Chono & Hiroyoshi Tenzan) el 5 de junio

- Pro Wrestling ZERO1-MAX
  - NWA Intercontinental Tag Team Championship (1 vez) – con Takao Ōmori

- Pro Wrestling Illustrated
  - Situado en el Nº185 en los PWI 500 de 2010[6]

- Tokyo Sports Grand Prix
  - Espíritu de lucha (1999)
  - Equipo del año (2010) - con Strong Man

## Récords

### Artes marciales mixtas
| Resultado | Récord | Oponente        | Método          | Evento              | Fecha             | Ronda | Tiempo | Localización | Notas |
| --------- | ------ | --------------- | --------------- | ------------------- | ----------------- | ----- | ------ | ------------ | ----- |
| Derrota   | 0-1    | Kazuyuki Fujita | TKO (puñetazos) | NJPW Ultimate Crush | 2 de mayo de 2003 | 3     | 1:09   | Tokio, Japón |       |

### Kickboxing
| Resultado | Récord | Oponente | Método        | Evento            | Fecha               | Ronda | Tiempo | Localización   | Notas |
| --------- | ------ | -------- | ------------- | ----------------- | ------------------- | ----- | ------ | -------------- | ----- |
| Derrota   | 0-1    | TOA      | KO (puñetazo) | K-1 Beast II 2003 | 29 de julio de 2003 | 1     | 1:38   | Saitama, Japón |       |